# L'Idée d'être avec toi
Pour plus de détails, voir Fiche technique et Distribution.
L'Idée d'être avec toi (The Idea of You) est une comédie romantique américaine réalisée par Michael Showalter et sortie en 2024. Il s'agit d'une adaptation du roman du même nom de Robinne Lee. Les deux rôles principaux sont interprétés par Anne Hathaway et Nicholas Galitzine.

## Synopsis
Solène Marchand, 40 ans, est une mère divorcée. À la suite d'une demande de dernière minute de son ex-mari, elle emmène sa fille de 15 ans au festival de musique Coachella. Les choses prennent une tournure surprenante lorsque Solène entame une romance naissante avec Hayes Campbell, 24 ans, le chanteur du boysband le plus sexy de la planète, qui joue sur scène au festival,.

## Fiche technique
- Titre français : L'Idée d'être avec toi
- Titre original : The Idea of You
- Réalisation : Michael Showalter
- Scénario : Jennifer Westfeldt, d'après le roman The Idea of You de Robinne Lee
- Musique : Siddhartha Khosla
- Photographie : Jim Frohna
- Montage : Peter Teschner
- Production : Gabrielle Union, Cathy Schulman, Robinne Lee, Belle Hope Dayne, Eric Hayes, Michael Showalter, Jordana Mollick, Anne Hathaway
- Sociétés de production : Amazon MGM Studios, I’ll Have Another, Belle Hope Productions, Somewhere Pictures, Welle Entertainment
- Société de distribution : Amazon MGM Studios via Prime Video
- Budget : n/a
- Pays de production : États-Unis
- Genre : Comédie romantique
- Durée : 115 minutes
- Dates de sortie : 
  - 16 mars 2024 (SXSW Festival)
  - 2 mai 2024 (Prime Video)

## Distribution
- Anne Hathaway (VF : Caroline Victoria ; VQ : Geneviève Désilets) : Solène Marchand
- Nicholas Galitzine (VF : Marc Arnaud ; VQ : Jean-Philippe Baril Guérard) : Hayes Campbell
- Ella Rubin (VF : Charlotte Duran ; VQ : Marie-Laurence Boulet) : Izzy
- Reid Scott (VF : Pascal Gimenez ; VQ : François-Simon Poirier) : Daniel
- Jordan Aaron Hall (VF : Stéphane Ducreux ; VQ : Karl-Antoine Suprice) : Zeke
- Jaiden Anthony : Adrian
- Raymond Cham Jr. (VF : Antoine Dupire ; VQ : Lyndz Dantiste) : Oliver
- Viktor White : Simon (VF : Gary Renna)
- Dakota Adan : Rory
- Annie Mumolo (VF : Sandra Vandroux ; VQ : Julie Burroughs) : Tracy
- Perry Mattfeld : Eva

## Production

### Genèse et développement
En décembre 2018, il est annoncé qu'une adaptation du roman de Robinne Lee, The Idea of You, a été choisie par Welle Entertainment avec Cathy Schulman et Gabrielle Union à la production. Gabrielle Union a nommé le livre parmi ses dix favoris de tous les temps en 2018. Gabrielle Union et Robinne Lee sont amies depuis le début des années 2000. Lee, Eric Hayes, Belle Hope Dayne et Jordana Mollick sont également producteurs.
En juin 2021, il est dévoilé que Jennifer Westfeldt a adapté le roman. En août 2022, Michael Showalter est confirmé comme réalisateur du film,.

### Attribution des rôles
En juin 2021, Anne Hathaway est annoncée dans le rôle principal. En septembre 2022, Nicholas Galitzine est ajouté à la distribution en tant que chanteur principal du « boysband le plus chaud de la planète »,. En octobre 2022, Ella Rubin est annoncée dans le rôle de la fille d'Anne Hathaway,. Peu de temps après cette annonce, Annie Mumolo, Reid Scott, Perry Mattfeld et Jordan Aaron Hall rejoignent la distribution du film, ainsi que Jaiden Anthony, Raymond Cham, Vik White et Dakota Adam comme les membres du groupe de Galitzine,.

### Tournage
Le tournage a lieu à Atlanta, en Géorgie et dans les environs à partir d'octobre 2022,. Des photos de Nicholas Galitzine et Anne Hathaway en train de tourner ensemble sur le plateau de Savannah, en Géorgie, sont dévoilées dans les médias.

## Sortie et accueil

### Date de sortie
Le film est prévu en première le 16 mars 2024 comme film de clôture du festival South by Southwest. Amazon MGM Studios sort le film en exclusivité via la plateforme Prime Video le 2 mai 2024,.

### Accueil critique
L'hebdomadaire féminin Grazia décrit le film comme étant basé sur une fanfiction inspirée par Harry Styles. Le magazine Vogue décrit l'intrigue comme un « commentaire socioculturel sur le vieillissement et la valeur d'une femme ».